# NGC 1588
NGC 1588 је елиптична галаксија у сазвежђу Бик која се налази на NGC листи објеката дубоког неба.
Деклинација објекта је + 0° 39' 55" а ректасцензија 4h 30m 43,7s. Привидна величина (магнитуда) објекта NGC 1588 износи 13,2 а фотографска магнитуда 14,2. Налази се на удаљености од 34,170 милиона парсека од Сунца. NGC 1588 је још познат и под ознакама UGC 3064, MCG 0-12-37, CGCG 393-29, KCPG 99B, MK 616, 2ZW 12, NPM1G +00.0155, PGC 15340.